# Геннадий (Тимофеи)
Епископ Геннадий (в миру Григо́рий Агафо́нникович Тимофе́и или Тимофеев, рум. Grigore Timofei; род. 13 октября 1981, Румыния) — архиерей Русской православной старообрядческой церкви в Румынии; епископ Буковино-Молдавский (с 2025).

## Биография
8 января 1997 года, на праздник Собора Пресвятой Богородицы, был поставлен во чтеца в Богородице-Рождественском храме на Хуторе в Брэиле.
С 1999 года занимал должность кассира в экономическом отделе Белокриницкой митрополии.
В 2007 года перешёл на должность духовного секретаря митрополии и редактора «Вестника Белокриницкой митрополии».
27 октября 2009 года на Епархиальном съезде Браило-Тульчинской епархии, был избран епархиальном икономом.
19 февраля 2012 года митрополитом Леонтием (Изот) в Браиле был рукоположен в сан диакона.
4 декабря 2012 года, на престольный праздник Введения в церковь Пресвятой Богородицы, в храме на Хуторе города Браилы рукоположен в сан пресвитера. На престольном празднике и хиротонии присутствовали: депутат парламента Румынии Мирон Игнат, директор Общества русских липован Румынии Сильвиу Феодор и представители местной администрации во главе с мэром Браилы Аурелом Симионеску и депутатом парламента Марианом Драгомиром.
В декабре 2012 года сопровождал Митрополита Леонтия во время его пастырского визита в Италию.
26 марта 2013 года иерей Григорий был пострижен в иночество с именем Генадий и назначен настоятелем Свистовского монастыря.
13 октября 2013 года в Свистовке митрополит Белокриницкий Леонтий (Изот) возвёл его в сан архимандрита.
С 12 по 17 февраля 2014 года сопровождал митрополита Леонтия во время его паломничества по Палестине.
23 октября 2014 года решением Священного Синода РПСЦР избран епископом Браильским, викарием митрополита Белокриницкого.
2 ноября 2014 года в Браиле на хуторе Писк был хиротонисан в сан епископа Браильского, викария Белокриницкой митрополии. Хиротонию совершили: митрополит Белокриницкий Леонтий (Изот), архиепископ Буковино-Молдавский Нафанаил (Иким), архиепископ Славский Флавиан (Федя), епископ Тульчинский Паисий (Халким).